# グランドアイランド (哨戒フリゲート)
|          | |
| 艦歴     | |
| 発注     | |
| 起工     | 1943年11月27日                                                                                                  |
| 進水     | 1944年2月19日                                                                                                   |
| 就役     | 1944年5月27日                                                                                                   |
| 退役     | 1946年5月21日                                                                                                   |
| その後   | 1947年6月16日にキューバに移管                                                                                   |
| 除籍     | 1946年6月19日                                                                                                   |
| 性能諸元 | |
| 排水量   | 基準 1,430トン 満載 2,415トン                                                                                   |
| 全長     | 303 ft 11 in (92.6 m)                                                                                           |
| 全幅     | 37 ft 6 in (11.4 m)                                                                                             |
| 吃水     | 13 ft 8 in (4.1 m)                                                                                              |
| 機関     | ボイラー3基 5,500軸馬力 タービン2基 2軸推進                                                                     |
| 最大速力 | 20ノット (37 km/h)                                                                                              |
| 航続距離 | |
| 乗員     | 190名 |
| 兵装     | 3インチ50口径対空砲3門 40mm機関砲 4門 20mm機関砲 9門 ヘッジホッグ 1基 対潜爆雷投射機（Y砲）8基 爆雷投下軌条 2条 |

グランドアイランド (USS Grand Island, PF-14) は、アメリカ海軍の哨戒フリゲート。タコマ級フリゲートの1隻。艦名はネブラスカ州の都市、グランドアイランドに因む。

## 艦歴
グランドアイランドは PG-112 （砲艦）として1943年11月27日にカリフォルニア州リッチモンドのカイザー・カーゴ社で起工する。1944年2月19日に PF-14 （哨戒フリゲート）としてウィリアム・シャクルトン夫人によって進水し、1944年5月27日に艦長H・L・モーガン少佐の指揮下就役した。
南カリフォルニア沖での整調巡航を終えた後、グランドアイランドは1944年9月12日に第12海軍管区に配属された。サンフランシスコ沖での気象観測艦および航空警戒任務に就き、西海岸での訓練演習に参加した。また時折対潜護衛任務にも従事した。
グランドアイランドは1946年3月26日にサンフランシスコを出航し、パナマ運河地帯を経由して4月13日にサウスカロライナ州チャールストンに到着、処分のため第6海軍管区に引き渡された。グランドアイランドは1946年5月21日に退役し、6月19日に除籍された。
合衆国の防衛任務には不必要であると宣言されたグランドアイランドは、ステート・デパートメント・フォーリン・リキデーション社に引き渡され、最終的に1947年6月16日、キューバに移管された。キューバ海軍ではマクシモ・ゴメス (Maximo Gomez) の艦名で活動した。